# Parlatoria bambusae
Parlatoria bambusae är en insektsart som beskrevs av Tang 1984. Parlatoria bambusae ingår i släktet Parlatoria och familjen pansarsköldlöss. Inga underarter finns listade i Catalogue of Life.